# Dicarbonato de di-terc-butila
Dicarbonato de di-terc-butila é um reagente largamente usado em síntese orgânica. Este éster carbonato reage com aminas resultando derivados N-tert-butoxicarbonila ou também chamados t-BOC. Estes derivados não comportam-se como aminas, as quais permitem alterações subsequentes que ocorrendo teriam afetado o grupo funcional amina.